# Fulvio Valbusa
Fulvio Valbusa född 15 februari 1969 i Verona är en italiensk före detta längdskidåkare och äldre bror till Sabina Valbusa. 
Valbusa deltog i fem olympiska spel (från 1992 till 2006) och tog två medaljer varav ett guld, båda i stafett. Som bäst individuellt tre femteplatser från OS i Nagano. I världscupen vann han två tävlingar på 167 försök. 